# Erando Karabeçi
Erando Karabeçi (Tirana, 6 settembre 1988) è un calciatore albanese, centrocampista del Teuta.

## Carriera

### Club

#### Partizani Tirana
Cresciuto nel Partizani Tirana, squadra con la quale ha debuttato in campionato nel 2006.

### Nazionale
Ha giocato nelle nazionali giovanili albanesi Under-19 ed Under-21.
L'8 novembre 2014 riceve la sua prima convocazione in nazionale maggiore per le partite amichevoli contro Francia ed Italia del 14 e 18 novembre 2014.

## Statistiche

### Presenze e reti nei club
Statistiche aggiornate al 17 dicembre 2023.
| Stagione                | Squadra                 | Campionato              | Campionato | Campionato | Coppe nazionali | Coppe nazionali | Coppe nazionali | Coppe continentali | Coppe continentali | Coppe continentali | Altre coppe | Altre coppe | Altre coppe | Totale | Totale |
| Stagione                | Squadra                 | Comp                    | Pres       | Reti       | Comp            | Pres            | Reti            | Comp               | Pres               | Reti               | Comp        | Pres        | Reti        | Pres   | Reti   |
| ----------------------- | ----------------------- | ----------------------- | ---------- | ---------- | --------------- | --------------- | --------------- | ------------------ | ------------------ | ------------------ | ----------- | ----------- | ----------- | ------ | ------ |
| 2006-2007               | Partizani Tirana        | KS                      | 3          | 0          | CA              | 0               | 0               | -                  | -                  | -                  | -           | -           | -           | 3      | 0      |
| 2007-2008               | Partizani Tirana        | KS                      | 3          | 0          | CA              | 0               | 0               | -                  | -                  | -                  | -           | -           | -           | 3      | 0      |
| 2008-2009               | Partizani Tirana        | KS                      | 25         | 1          | CA              | 5               | 1               | CU                 | 0                  | 0                  | -           | -           | -           | 30     | 2      |
| Totale Partizani Tirana | Totale Partizani Tirana | Totale Partizani Tirana | 31         | 1          |                 | 5               | 1               |                    | 0                  | 0                  |             | -           | -           | 36     | 2      |
| 2009-2010               | Tirana                  | KS                      | 18         | 0          | CA              | 1               | 0               | UCL                | 0                  | 0                  | SA          | 0           | 0           | 19     | 0      |
| 2010-2011               | Tirana                  | KS                      | 30         | 0          | CA              | 7               | 0               | UEL                | 4                  | 1                  | SA          | 0           | 0           | 41     | 1      |
| 2011-2012               | Tirana                  | KS                      | 23         | 0          | CA              | 14              | 0               | UEL                | 2                  | 0                  | SA          | 1           | 0           | 40     | 0      |
| 2012-2013               | Tirana                  | KS                      | 19         | 0          | CA              | 4               | 0               | UEL                | 3                  | 0                  | -           | -           | -           | 26     | 0      |
| lug.-ago. 2013          | Kukësi                  | KS                      | 0          | 0          | CA              | 0               | 0               | UEL                | 6                  | 0                  | -           | -           | -           | 6      | 0      |
| 2013-2014               | Tirana                  | KS                      | 28         | 1          | CA              | 4               | 1               | -                  | -                  | -                  | -           | -           | -           | 32     | 2      |
| 2014-2015               | Tirana                  | KS                      | 32         | 0          | CA              | 5               | 1               | -                  | -                  | -                  | -           | -           | -           | 37     | 1      |
| 2015-2016               | Tirana                  | KS                      | 33         | 1          | CA              | 5               | 0               | -                  | -                  | -                  | -           | -           | -           | 38     | 1      |
| 2016-2017               | Tirana                  | KS                      | 23         | 0          | CA              | 6               | 0               | -                  | -                  | -                  | -           | -           | -           | 29     | 0      |
| 2017-2018               | Tirana                  | KP                      | 26         | 7          | CA              | 5               | 2               | UEL                | 2                  | 0                  | SA          | 1           | 0           | 34     | 9      |
| 2018-2019               | Tirana                  | KS                      | 25         | 1          | CA              | 6               | 0               | -                  | -                  | -                  | -           | -           | -           | 31     | 1      |
| 2019-2020               | Tirana                  | KS                      | 15         | 0          | CA              | 8               | 1               | -                  | -                  | -                  | -           | -           | -           | 23     | 1      |
| Totale Tirana           | Totale Tirana           | Totale Tirana           | 272        | 10         |                 | 65              | 5               |                    | 11                 | 1                  |             | 2           | 0           | 350    | 16     |
| 2020-2021               | Teuta                   | KS                      | 24         | 1          | CA              | 2               | 0               | UEL                | 0                  | 0                  | SA          | -           | -           | 26     | 1      |
| lug.-ago. 2021          | Teuta                   | KS                      | 0          | 0          | CA              | 0               | 0               | UCL+UECL           | 1+4                | 0                  | SA          | 0           | 0           | 5      | 0      |
| 2021-2022               | Prishtina               | SL                      | 26         | 0          | CK              | 2               | 0               | UCL+UECL           | -                  | -                  | -           | -           | -           | 28     | 0      |
| 2022-2023               | Teuta                   | KS                      | 24         | 1          | CA              | 6               | 1               | -                  | -                  | -                  | -           | -           | -           | 30     | 2      |
| 2023-2024               | Teuta                   | KS                      | 13         | 1          | CA              | 0               | 0               | -                  | -                  | -                  | -           | -           | -           | 13     | 1      |
| Totale Teuta            | Totale Teuta            | Totale Teuta            | 61         | 3          |                 | 8               | 1               |                    | 5                  | 0                  |             | 0           | 0           | 74     | 4      |
| Totale carriera         | Totale carriera         | Totale carriera         | 390        | 14         |                 | 80              | 7               |                    | 22                 | 1                  |             | 2           | 0           | 494    | 22     |

## Palmarès

### Club

#### Competizioni nazionali
- Campionato albanese: 2

Tirana: 2019-2020
Teuta: 2020-2021
- Coppa d'Albania: 3

Tirana: 2010-2011, 2011-2012, 2016-2017
- Supercoppa d'Albania: 3

Tirana: 2011, 2012, 2017